# Paranais grandis
Paranais grandis är en ringmaskart som först beskrevs av Harman 1977.  Paranais grandis ingår i släktet Paranais och familjen glattmaskar. Inga underarter finns listade i Catalogue of Life.